# クリスパーノ
クリスパーノ（イタリア語: Crispano）は、イタリア共和国カンパニア州ナポリ県にある、人口約1万2000人の基礎自治体（コムーネ）。

## 地理

### 位置・広がり
ナポリ中心部から北へ12kmの距離にある。

#### 隣接コムーネ
隣接するコムーネは以下の通り。括弧内のCEはカゼルタ県所属を示す。
- カイヴァーノ
- カルディート
- フラッタマッジョーレ
- フラッタミノーレ
- オルタ・ディ・アテッラ (CE)